# Georg August Friedrich Goldmann

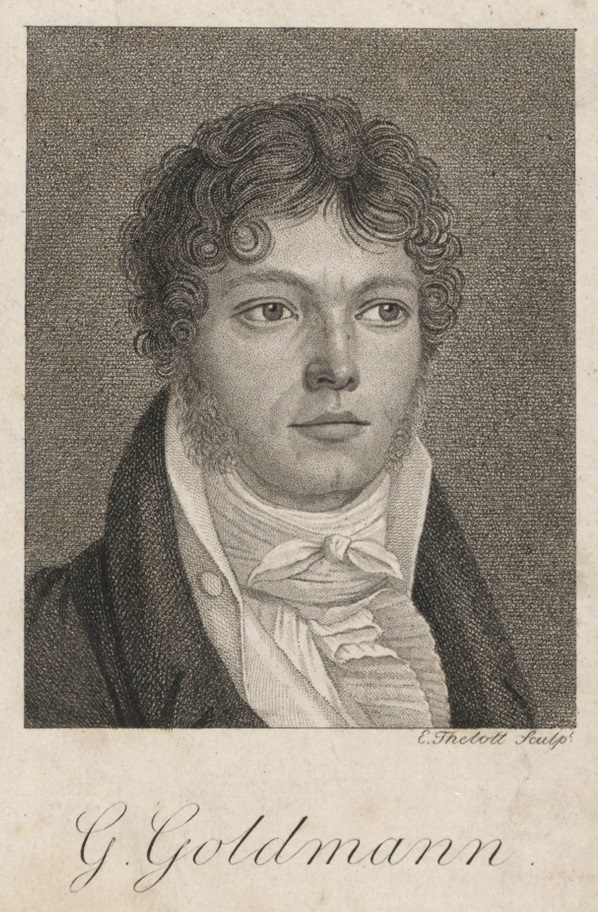
Georg August Friedrich Goldmann (1814), Radierung von Ernst Carl Thelott nach einer Zeichnung von Adolph von Vagedes

Georg August Friedrich Goldmann (* 20. Juni 1785 in Münder, Kurhannover; † 5. Januar 1855 in Groß-Dahlum, Herzogtum Braunschweig) war ein deutscher Gymnasiallehrer und Philologe, lutherischer Pfarrer und Autor.

## Leben
Goldmanns Vater war Lehrer und Kantor in Münder. Georg besuchte ab 1800 das Lyzeum in Hannover. Ab 1805 studierte er Theologie, Philologie und Philosophie in Göttingen, wo ihn u. a. Christian Gottlob Heyne prägte. Mit einer sprachvergleichenden Arbeit gewann er 1807 den dafür ausgesetzten Preis.
1807 wurde er Konrektor und bereits 1808 Rektor des Archigymnasiums in Soest im napoleonischen Großherzogtum Berg. 1809 wurde er in Göttingen zum Dr. phil. promoviert. 1810 wurde er in die Leitung des Ruhrdepartements in Dortmund berufen und mit der Reform der Kirchen- und Schulangelegenheiten beauftragt. 1813 ging er als Gymnasialprofessor nach Kassel im Königreich Westphalen. Als nach der Niederlage Napoleons Kurfürst Wilhelm wieder die Regierung in Kassel übernahm, kehrte Goldmann in seine hannoversche Heimat zurück.
1813 heiratete er Elisabeth Charlotte Friederike Wilhelmine geb. Varnhagen. Sie bekamen mehrere Kinder, darunter den Ältesten Freimund Goldmann, der später nach Wisconsin auswanderte und dessen Briefe in die Heimat der Vater 1849 veröffentlichte.
Ein Brief Goldmanns an die Brüder Grimm vom 16. Juli 1816 enthielt neben anderem volkskundlichen Material regionale Fassungen von fünf Märchen, die in der Grimmschen Sammlung Spuren hinterließen.
Er wechselte jetzt vom Lehr- ins Pfarramt und wurde 1815 Pastor in Blumlage bei Celle, 1817 in Hameln, wo er ein Werkhaus mit Armen-Speiseanstalt gründete, 1822 in Lauenstein und 1826 in Elbingerode. 1830 wurde er nach Voigtsdahlum (Groß-Dahlum) im Herzogtum Braunschweig versetzt, wo er bis zu seinem Tod amtierte. Er galt als hervorragender Prediger und guter Seelsorger. Die häufigen Amtswechsel werden auf Differenzen mit Kollegen und Gemeindemitgliedern zurückgeführt, haben aber ihre tiefere Ursache wohl in seinen hohen Ansprüchen an sich selbst und andere.
In der Zeit der Restauration vertrat Goldmann, den die Ideale der Französischen Revolution geprägt hatten, das Leitbild einer konstitutionellen Monarchie, musste jedoch 1838 erleben, dass seine Beschwerde wegen schwerer Wildschäden auf den Feldern seiner Gemeinde bei dem örtlichen Wald- und Jagdherrn Hans von Veltheim, der zugleich herzoglicher Hofjägermeister war, nicht nur abgewiesen, sondern sogar mit einer mehrmonatigen Haftstrafe belegt wurde.

## Veröffentlichungen
- Commentatio qua trinarum linguarum Vasconum, Belgarum et Celtarum, quarum reliquiae in linguis Vasconica, Cymry et Galic supersunt, discrimen et diversa cujusque indoles docetur. Göttingen 1807[9]
- Bedürfen unsere Gymnasien einer Reform? Und welcher? Soest 1808
- Programm enthaltend einen Schulplan. Soest 1809
- Zeitschrift für Poesie (mit Burkhard Heinrich Freudenfeld). 2 Jahrgänge in 5 Heften. Unna 1812
  - darin: Kaiser Karl der Fünfte, Tragödie
- Zeitung für Elementarschulen. 4 Hefte. Unna 1812
- Antritts-Predigt über Hebräer XIII, 17 u.s.w. Celle 1815
- Der Lobgesang auf den heiligen Anno in der altdeutschen Grundsprache des elften Jahrhunderts, mit Einleitung, Übersetzung und Anmerkungen. Leipzig, Altenburg 1816
- Predigten. Hannover 1816
- Getrost, Christus hat die Welt überwunden; eine Predigt. 1818
- Nachricht über Gründung und Einrichtung des Werkhauses und der damit verbundenen Armen-Speiseanstalt in Hameln. Hameln 1819
- Christliche Predigten, zunächst für Häusliche Erbauung. Hannover 1816, 1825, 1835
- Leichenpredigt bey dem Tode Seiner Majestät Georg III. Hameln 1820
- Leichenrede auf G.L. Dissen, zweyten Prediger in Hameln. (o. J.)
- Erweckungen zum christlichen Glauben und Leben. In Predigten. Hannover 1835
- Wie sollte der sonntägliche Haupt-Gottesdienst eingerichtet seyn? Hannover 1840
- Freimund Goldmann’s Briefe aus Wisconsin in Nord-Amerika. Als ein anschauliches Bild einer neuen Ansiedlung für Auswanderer herausgegeben von Dr. G. Goldmann, Pastor in Gr. Dahlum. Leipzig 1849 (Digitalisat)

## Zitat
„Wenn Gott ihn gesund läßt […] wird [er] in Ruhe auf seine und seiner künftigen Familie Zukunft blicken können und als ein freier Mann, als ein unabhängiger Gutsbesitzer und Bürger eines mächtigen, immer reicher aufblühenden Staates, das alte, mürbe, in seinen faulen Grundlagen tief erschütterte, vielleicht noch schweren Schicksalen entgegengehende Europa gern sich fern sehen.“